# Стиклево (заказник)
Республиканский биологический заказник Сти́клево (бел. Рэспубліканскі біялагічны заказнік Сціклева) — белорусский заказник республиканского значения, расположенный на восточной окраине Минска.
29 декабря 2001 года Совет Министров Республики Беларусь принял постановление № 1886, которым был образован заказник площадью 412 га в Минском районе Минской области на землях лесного фонда Городского лесничества. Целью создания заказника было сохранение в естественном состоянии участков ценных лесных формаций с популяциями редких и исчезающих видов животных и растений. В 2012 году в связи с изменением границ Минска и Минского района заказник был передан в черту города Минска вместе с территорией, предназначавшейся для проектируемого микрорайона Зелёный Бор. В настоящее время у северо-восточной границы заказника располагается гольф-клуб и строится малоэтажный жилой комплекс. На информационных стендах у входа в заказник указывается площадь 428 га.

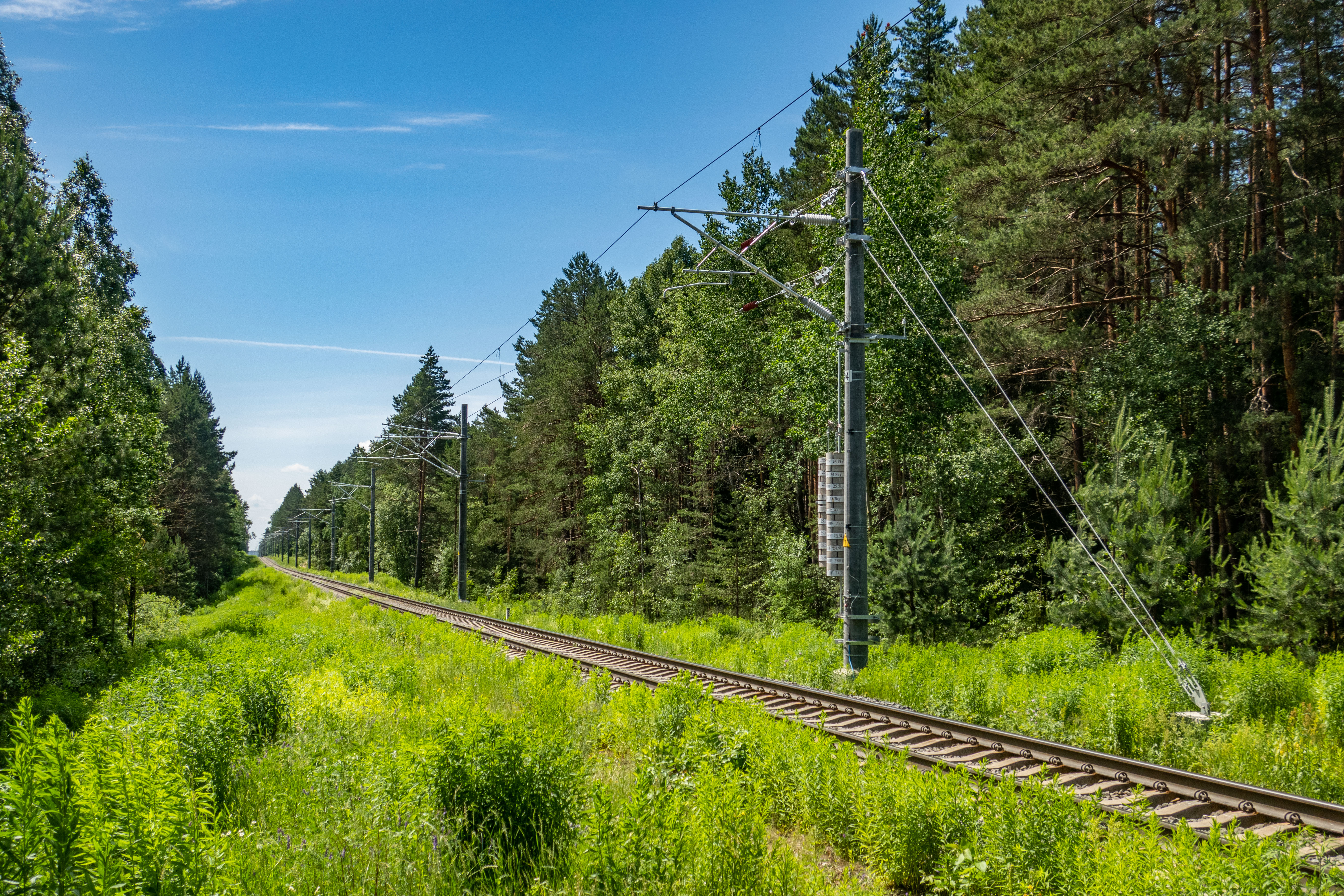
Железнодорожная линия, пересекающая заказник

Рельеф заказника денудационного типа, почвы дерново-подзолистые песчаные и супесчаные на лёгких лёссоподобных суглинках. Деревья преимущественно хвойные. Всего флора заказника насчитывает 370 видов сосудистых растений, в том числе лекарственные, медоносные и декоративные. Фауна заказника насчитывает 7 видов земноводных и пресмыкающихся, 70 видов птиц и 13 видов млекопитающих. По состоянию на 2002 год в Красную книгу Республики Беларусь были внесены 1 птица (пустельга обыкновенная) и 4 растения (лилия кудреватая, линнея северная, купальница европейская, арника горная); в 2014 году Красную книгу пополнил прострел раскрытый, произрастающий в заказнике.
Через заказник проходит электрифицированная в 2010-е годы железнодорожная линия Колодищи—Шабаны—Гатово/Михановичи (восточный обход Минска), используемая грузовыми поездами.